# 3418 Ізвєков
3418 Ізвєков (3418 Izvekov) — астероїд головного поясу, відкритий 31 серпня 1973 року.
Тіссеранів параметр щодо Юпітера — 3,178.